# Francisco Inácio de Araújo Ferraz
Francisco Inácio de Araújo Ferraz, primeiro e único barão de Araújo Ferraz ComC (Ubatuba, ? — Petrópolis, 14 de janeiro de 1895) foi um comerciante brasileiro, tendo exercido funções públicas como diretor do Banco do Brasil e presidente do Montepio Geral.
Filho de Inácio de Araújo Feraz e de Mariana Ferreira do Espírito Santo. Casou-se com sua sobrinha Francisca Belmira de Franca.

## Títulos nobiliárquicos
Comendador da Imperial Ordem da Rosa e da Ordem Militar de Cristo, e grande oficial da Ordem de Santo Estanislau.
Barão de Araújo Ferraz
Título conferido por decreto imperial em 17 de junho de 1882.